# Savigné
Savigné település Franciaországban, Vienne megyében. Lakosainak száma 1265 fő (2022. január 1.). Savigné Champniers, Blanzay, La Chapelle-Bâton, Charroux, Civray, Genouillé és Saint-Pierre-d’Exideuil községekkel határos.

## Népesség
A település népessége az elmúlt években az alábbi módon változott:
| Lakosok száma | 1358 | 1355 | 1374 | 1336 | 1331 | 1337 | 1303 | 1284 | 1265 |
|               | 2013 | 2015 | 2016 | 2017 | 2018 | 2019 | 2020 | 2021 | 2022 |